# Аксенгірський сільський округ
Аксенгі́рський сільський округ (каз. Ақсеңгір ауылдық округі, рос. Аксенгирский сельский округ) — адміністративна одиниця у складі Жамбильського району Алматинської області Казахстану. Адміністративний центр — село Аксенгір.
Населення — 4632 особи (2021; 3381 у 2009, 2591 у 1999, 2669 у 1989).
Станом на 1989 рік існувала Аксенгірська сільська рада (села Аксенгір, Жайсан, Жіренайгир, Кокдала).

## Склад
До складу округу входять такі населені пункти:
| Населений пункт  | Стара назва | Населення, осіб (1989) | Населення, осіб (1999) | Населення, осіб (2009) | Населення, осіб (2021) |
| ---------------- | ----------- | ---------------------- | ---------------------- | ---------------------- | ---------------------- |
| Аксенгір, село   | -           | 1345                   | 1395                   | 1607                   | 2307                   |
| Жайсан, село     | -           | 872                    | 861                    | 1390                   | 1978                   |
| Жіренайгир, село | -           | 83                     | 69                     | 87                     | 17                     |
| Кокдала, село    | -           | 369                    | 266                    | 297                    | 330                    |